# Ghayal
Ghayal è un film indiano del 1990 diretto da Rajkumar Santoshi.

## Premi
- National Film Awards
  - "Best Popular Film Providing Wholesome Entertainment" – Dharmendra
  - "Special Jury Award" - Sunny Deol
- Filmfare Awards
  - "Best Actor" – Sunny Deol
  - "Best Film" – Dharmendra
  - "Best Director" – Rajkumar Santoshi
  - "Best Story" – Rajkumar Santoshi
  - "Best Art Director" – Nitish Roy
  - "Best Cinematographer" – Rajan Kothari
  - "Best Editor" – V. N. Mayekar

## Sequel
Nel 2016 è uscito un sequel dal titolo Ghayal: Once Again, per la regia di Sunny Deol.